# Казимира Ангальт-Дессауская
Казимира Ангальт-Дессауская (нем. Kasimire von Anhalt-Dessau; 19 января 1749, Дессау, Ангальт-Дессау — 8 ноября 1778, Детмольд) — принцесса Ангальт-Дессауская, в браке — графиня Липпе-Детмольдская.

## Биография
Казимира — дочь Леопольда II Ангальт-Дессауского и его супруги принцессы Гизелы Агнессы Ангальт-Кётинской. С детства была близка со своими сестрами принцессами Агнессой и Марией Леопольдиной, жила с ними вместе даже после замужества и вела с ними обширную переписку.
9 ноября 1769 года она вышла замуж за Симона Августа Липпе-Детмольдского (1727—1782), вдовца её сестры Марии Леопольдины, став его третьей женой. В браке родился единственный сын Казимир Август (1777—1809).
Занималась административными вопросами и планировала провести реформы в графстве Липпе, некоторые из которых ей удалось реализовать. В частности, были проведены некоторые преобразования в сфере медицины для бедных и обеспечения их образованием. В 1775 году она основала «Патриотическое общество» — одно из старейших кредитных учреждений в Германии.
Скончалась в 1778 году в возрасте 29 лет. Её супруг вступил в четвёртый раз в брак с принцессой Кристиной Сольмс-Браунфельсской (1744—1823).